# Kim Nguyen
Kim Nguyen (Montréal, 1974) è un regista e sceneggiatore canadese.
Il suo film più famoso è Rebelle (2012), con cui ha ottenuto la nomination ai Premi Oscar 2013 nella categoria miglior film straniero e ha ricevuto la Menzione speciale della giuria ecumenica al Festival di Berlino, oltre a vincere 10 Canadian Screen Awards.
Il cognome è dovuto all'origine vietnamita del padre.

## Filmografia

### Cinema
- Le marais (2002)
- Truffe (2008)
- La cité (2010)
- Rebelle (2012)
- Two Lovers and a Bear (2016)
- Eye on Juliet (2017)
- Operazione Hummingbird - È tutto appeso a un filo (The Hummingbird Project) (2018)